# Róbert Ragnar Spanó
Róbert Ragnar Spanó (27. srpna 1972, Reykjavík) je islandský právník a v letech 2013–2022 soudce Evropského soudu pro lidská práva. V letech 2020-2022 zastával funkci 15. předsedy tohoto soudu.
Kromě islandského má též italské státní občanství.
V letech 2009–2013 zastával úřadu parlamentního ombudsmana na Islandu; v letech 2010–2013 byl děkanem Právnické fakulty Islandské univerzity. Od roku 2023 působí v mezinárodní právní společnosti Gibson Dunn.